# Serra de Xenacs
La Serra de Xenacs és una serra situada al municipi de les Preses a la comarca de la (Garrotxa), amb una elevació màxima de 934 metres.